# Chris Wallasch
Chris Wallasch (* 26. Dezember 1935 in Seiferdau) ist ein deutscher Liedtexter, Bühnenautor und Moderator.

## Leben
Chris Wallasch komponierte ab den 1960er-Jahren viele Lieder für zahlreiche Interpreten, so u. a. für Rica Déus, Václav Neckář, Regina Thoss, Thomas Lück oder Hartmut Schulze-Gerlach.
Einem breiten Publikum bekannt wurde Chris Wallasch als Moderator der Fernsehsendung Schlagerstudio, einer Unterhaltungsshow im DDR-Fernsehen. Er moderierte die Sendung von 1970 bis zu ihrer Einstellung im Jahr 1982. Das Nachfolgeformat dieser Sendung wurde ab 1983 Bong, moderiert von Jürgen Karney.
Im März 1982 präsentierte Wallasch einmalig als Moderator die Show Ein Kessel Buntes.